# E-corpus
 (octobre 2012).
E-corpus est une plateforme numérique collective et patrimoniale fondée en 2009 par le Centre de Conservation du Livre. 

## Présentation
E-corpus signale, répertorie, diffuse et permet l’accès à plusieurs millions de documents numériques de tous types : textuels (manuscrits, archives, livres, journaux), concernant le patrimoine iconographique et des objets culturels (photographies, estampes, enregistrements sonores, vidéos, objets d’art). Son interface est disponible en plusieurs langues (français, anglais, chinois, arabe, espagnol, catalan et italien).
Les différents partenaires, principalement des bibliothèques, musées ou centres d’archives déposent leurs contenus sur cette base.
La description des documents est hiérarchisée avec des métadonnées au format XML-EAD, elles peuvent ensuite être converties dans d’autres formats, notamment en Dublin Core. Un entrepôt OAI.pmh permet une interopérabilité avec d’autres plateformes (Isidore, Gallica et Google Livres).